# Tromsdorf
Tromsdorf este o comună din landul Saxonia-Anhalt, Germania.